# 循環伏安法

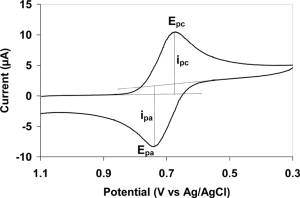
典型循環伏安圖

循環伏安法是改變電位以得到氧化還原電流方向之方法。主要是以施加一循環電位的方式來進行，從一起始電位以固定速率施加到一終點電位，再以相同速率改變回起始電位，此為一個循環，可繪製一可逆氧化反應物分析所得的CV圖，當從低電位往高電位掃瞄時，會使分析物產生一氧化電流的氧化峰（anodic peak），此CV圖可幫助我們判斷在何種電位時會發生氧化反應。

## 实验方法

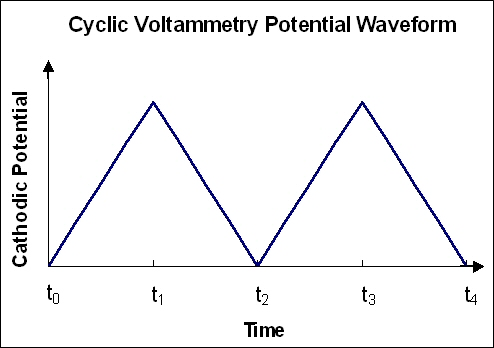
图 2. 循环伏安法中外加电位曲线

### 三电极系统
循环伏安法使用三电极系统，即往待测溶液中通三个电极，分别是工作电极（指示电极）、参比电极和辅助电极。

#### 工作电极
常用工作电极有金或铂圆盘电极、玻璃碳电极、悬汞电极、汞膜电极等。所研究的氧化还原反应在工作电极表面发生。电极适用范围与电极材料本身与测试溶液的性质有关。例如，電極施加正電位至水氧化为O2，或施加負電位至水還原為H2，会干扰测定。汞电极的应用是因为H2在汞表面有较高的超电位。实验前往溶液中通氮气也是为了除氧。
化学修饰电极（CME）的研究常使用循环伏安法。CME在作为工作电极，循环伏安图是其重要的电极性质表征。以及使用循环伏安过程进行电极的修饰。
金属电极和碳电极使用前通常需要抛光，方法是用一定粒径的Al2O3做研磨剂，在砂纸上打磨电极，并且使用超声清洗。

#### 参比电极
参比电极拥有稳定的电势，而与待测溶液的物种浓度无关。这类电极通常为两种固相的电对，例如常用的银-氯化银电极（0.197V）和飽和甘汞電極（0.241V）。用于确定零电位的标准氢电极也是一种参比电极。在循环伏安法中，藉由控制参比电极上零电流通过，由工作电极和参比电极间电势差测得工作电极电势。

#### 辅助电极
辅助电极是用来完成电流回路的。循环伏安法中，电流在工作电极与辅助电极之间流过（方向取决于当前处于循环的氧化阶段或还原阶段）。参比电极上零电流通过是为了其电势绝对值的稳定，由此确保工作电极电势测量值的稳定。但氧化还原反应需要有电流回路，因此需要引入辅助电极。辅助电极通常拥有比工作电极大得多的表面积，例如铂丝电极。

### 线性扫描电压
循环伏安法中，调节的是工作电极和参比电极间电压，测量的是通过工作电极和辅助电极间的电流。实验参数有扫描速率(V/s)，起始电位、换向电位和终止电位。例如图二中阴极电位施加于工作电极，且随时间还原性增强，此时溶液中的物质在电极表面发生还原反应，产生还原电流。至t1时电位变化趋势转向，若氧化还原电对可逆，则之间在电极表面被还原的物质再度被氧化，又产生一氧化电流。实验结果由电流(i)对电位(E)作图表示，称为循环伏安图。电对可逆程度越高，氧化电流和还原电流峰的形状越接近。

## 特性
若电极和物质间电子转移是快速的，且反应由扩散控制，电极过程涉及电极附近扩散层中的溶质只占溶液中微小部分，则峰电流满足Randles–Sevcik方程，表现为与扫描速度的1/2次方成正比：
{\displaystyle i_{p}=0.4463\ nFAC\left({\frac {nFvD}{RT}}\right)^{\frac {1}{2}}}
或者将常量数值代入，在25 °C下：
{\displaystyle i_{p}=268,600\ n^{\frac {3}{2}}AD^{\frac {1}{2}}Cv^{\frac {1}{2}}}
- ip = 峰电流(A)
- n = 氧化还原电对互变的电子转移数
- A = (平行板)电极的表面积(cm2)
- F = 法拉第常数(96,485 C/mol)
- D = 扩散系数(cm2/s)
- C = 高价态物种的初始浓度(mol/cm3)
- ν = 扫描速率(V/s)
- R = 气体常数R(J K−1 mol−1)
- T = 体系温度(K)

{\displaystyle i={\frac {nFAc_{j}^{0}{\sqrt {D_{j}}}}{\sqrt {\pi t}}}}
与Randles–Sevcik方程的偏离说明氧化还原电对不是理想的可逆电对，可能因素包括配体的结合与解离、构型转换、或分步反应等。
除了峰电流与扫描速度的关系，从循环伏安图判断氧化还原电对的可逆性还有两个重要判据：
- 还原峰电流与氧化峰电流近似相等；
- 25 °C下，还原峰电位与氧化峰电位之差的理论值{\displaystyle \Delta E_{p}=E_{pa}-E_{pc}={\frac {56.5{\text{ mV}}}{n}}}[6]

通常的实验条件得到的ΔEp大于理论值，可能达到70至80 mV。从已知可逆电对循环伏安图的ΔEp可检验电极的质量。

## 应用
峰电流与发生循环伏安法是一方法。从测定药品含量，到无扰测定培养液的细胞浓度。定量分析的应用广泛究氧化还原过程，电子转移的动力学等。